# Rogatywka wz. 37

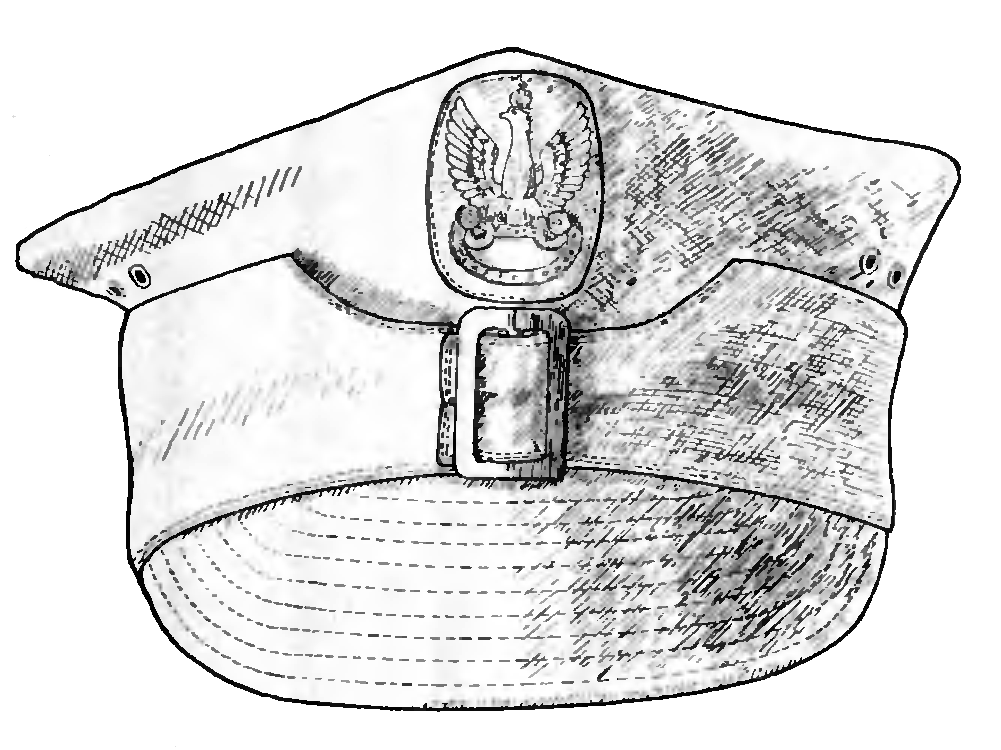
Rogatywka polowa wz. 37

Rogatywka polowa wz. 37 – polowe nakrycie głowy wszystkich żołnierzy Wojska Polskiego z wyjątkiem lotnictwa i oddziałów zmotoryzowanych oraz broni pancernej. Jedna z wielu odmian polskiego tradycyjnego nakrycia głowy – rogatywki.

## Historia
W pierwszych latach po odzyskaniu niepodległości Wojsko Polskie wyróżniało się dużą różnorodnością sprzętu i umundurowania. Polowe nakrycia głowy nie były w tym względzie wyjątkiem. Ujednolicony mundur wprowadzono w roku 1920, a wraz z nim – po długiej dyskusji – furażerkę wz. 19, a później furażerki wz. 23, które stały się podstawowym polowym nakryciem głowy. Z czasem dowództwo uznało, że furażerka jest niepraktyczna – w lecie nie chroni oczu od słońca, a na zimę jest za chłodna.
Następcą furażerki miał być beret khaki, wprowadzony próbnie w roku 1930 w 21 pułku piechoty w Warszawie, zrezygnowano jednak z niego na rzecz rogatywki wz. 37, wprowadzonej w roku 1937. Wcześniej w roku 1934 wprowadzono także rogatywkę próbną wz. 34 zastąpioną jednak szybko wz. 37. Do roku 1939 nie udało się całkowicie zastąpić furażerek wz.23 rogatywkami wz.37.
Rogatywki wz. 37 i wzorowane na nich nakrycia głowy były często używane w oddziałach partyzanckich po 1939 r. Używano ich czasem także w polskich formacjach Polskich Sił Zbrojnych na Zachodzie. Rogatywki wzorowane na wz. 37 z nowymi orzełkami wz. 43 były również polowym nakryciem głowy oddziałów Armii Berlinga.
Rogatywki wywodzące się ze wz. 37 obowiązywały w Wojsku Polskim także po wojnie, aż do lat 90. XX w., kiedy to zastąpiły je berety.

## Konstrukcja

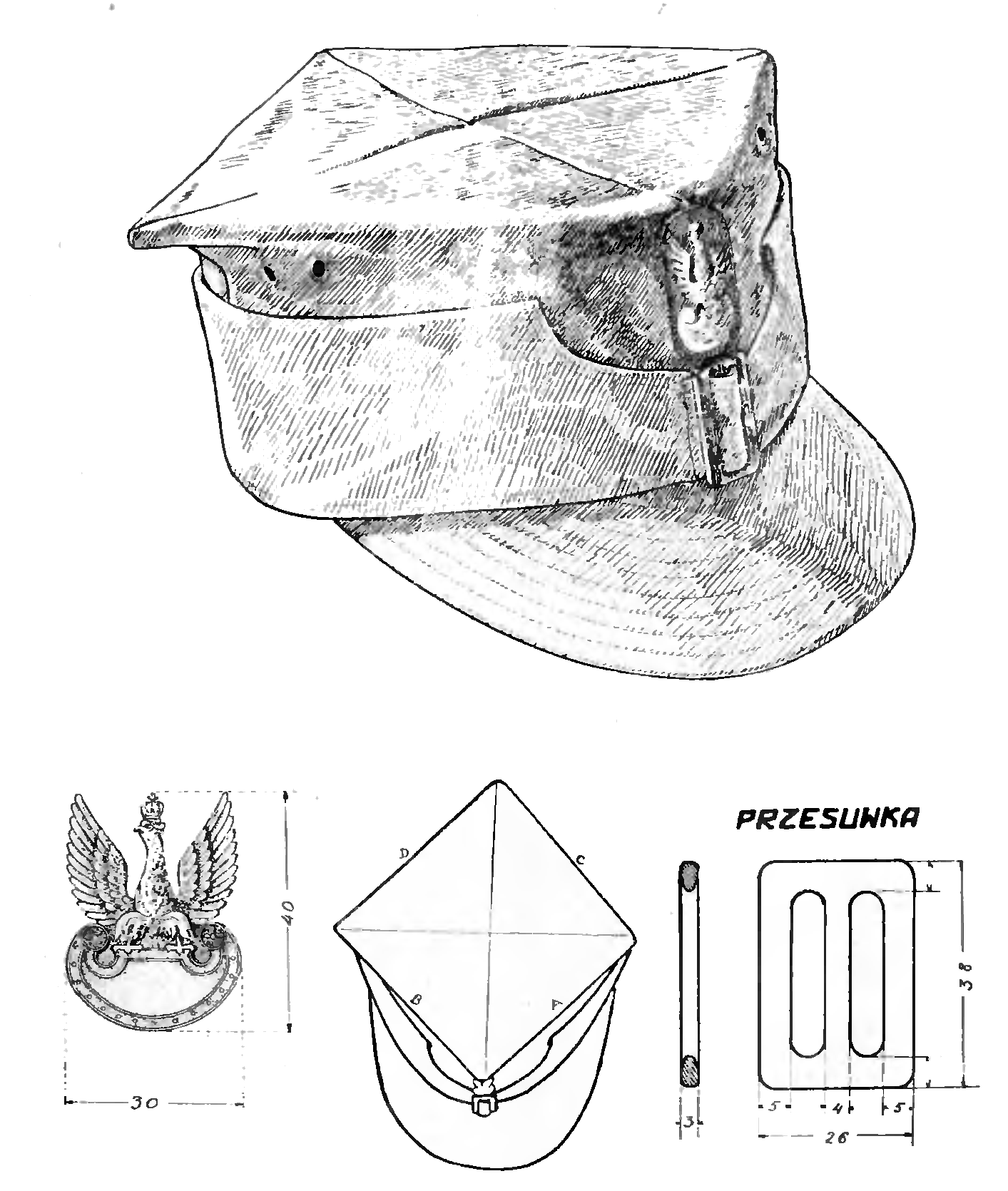
Rogatywka polowa wz. 37

Rogatywka wz. 37 była miękką czapką polową. Wykonano ją z sukna mundurowego barwy ochronnej khaki. Denko rogatywki było kwadratowe. Od słońca chronił usztywniony daszek. Rogatywka posiadała podwójnie składany otok, ściągany z przodu za pomocą przesuwki. W porze zimowej można było rozłożyć go tak, by chronił uszy i część twarzy przed wiatrem i mrozem. Rozwiązanie to wzorowane było na cywilnej czapce narciarskiej. Dodatkowo wewnątrz umieszczono klapki służące do zasłonięcia bocznych otworów wietrznikowych. We wnętrzu rogatywkę wyposażono w skórzany potnik. Na przedzie był naszyty orzeł wojskowy, wyhaftowany na sukiennej podkładce. Haftowanie orzełka wykonane kręconą szaro stalową przędzą.
Bryty, skrojone w ten sposób, aby tworzyły w całości denko i ogłowie, złączone ze sobą po przekątnych denka i po bokach ogłowia. Wkładka kwadratowa, przyszyta do denka, wykonana z jednej warstwy sztywnika i z bawełnianej tkaniny, okrywającej wkładkę od strony zewnętrznej. Przeszyta wzdłuż wszystkich krawędzi, a następnie po szwach denka przyszyta ściegiem krytym na stałe do rogatywki.
Otok, skrojony w całości i zakończony zawinięciami podwójnie przeszytymi, przyszyty z potnikiem od wewnątrz ogłowia rogatywki. Podwójnie składany i przystosowany do opuszczania.
Do regulowania opuszczonego otoku służy przesuwka barwy khaki wykonana z masy galalitowej lub bakelitowej. Przyszyta na stałe do prawego końca otoku, a założona luźno na jego lewym końcu.
Daszek usztywniony wewnątrz warstwą sztywnika, tektury i ceraty. Wykrój ceraty powinien być umieszczony pod wierzchnim wykrojem daszka, tektura w środku, a sztywnik na spodnim, sukiennym wykroju daszka. Tak usztywniony daszek jest przeszyty dziewięć razy na całej powierzchni, równolegle do zewnętrznej krawędzi, a następnie przyszyty maszynowo, szwem czapniczym wraz z potnikiem do krawędzi ogłowia w ten sposób, by środek daszka wypadł na linii środkowej przodu rogatywki.
Potnik skórzany wzmocniony od wewnątrz sztywnikiem, zgiętym przez środek wzdłuż długości i przeszytym wraz z potnikiem wzdłuż jego górnej krawędzi i wzdłuż zagięcia sztywnika. Końce potnika są zszyte maszynowo tak, by szew wypadł pośrodku tyłu rogatywki.
Rogatywka była produkowana w rozmiarach od 53 do 60.